# نبرد گارنی
نبرد گارنی در سپتامبر ۱۲۲۵ بین خوارزمشاهیان و پادشاهی گرجستان، در محلی به نام گارنی در ارمنستان امروزی رخ داد. خوارزمشاهیان در این جنگ پیروز شدند.